# Партийна система
Партийната система на дадена държава включва различни политически партии, тяхната същност и характеристика на взаимодействието между тях. Още с възникването на първите партии възниква въпроса защо възникват те и защо възникват точно определени партийни системи в определен период от време.
Партийните системи се разграничават по структура, т.е. по брой на партиите (едно-, дву-, и многопартийна система); и по модел на поведение (конфликтни линии между паритиите и идеогогическо им разграничение).